# Café Abraham Deutschland
Das Café Abraham Deutschland ist ein 2014 in Erlangen gestartetes Projekt zur Förderung des interreligiösen Dialoges zwischen Muslimen, Juden und Christen. Durch die Dialogplattformen wollen die Begründer der Cafés die gewaltfreien Diskurse fördern und zeigen, dass friedliche Zusammenleben möglich sind.

## Gründung
Das Café Abraham wurde von den Studierenden der drei abrahamitischen Religionen (Islam, Judentum und Christentum) ins Leben gerufen.
Das Projekt des MJCF (Mouvement de la Jeunesse Chatolique de France) entwickelte sich aus der Dialogerfahrung der MSG-Erlangen (Muslimisch Studierende Gemeinde in Erlangen). Das Café Abraham ist durch die European Union of Independent Students & Academics (EUISA) mit verschiedenen, unabhängigen Organisationen wie dem European Muslim Jewish Dialogue (EMJD) oder dem Radicalisation Awareness Network (RAN) der Europäischen Kommission verbunden. Es fanden Kooperationen mit dem RAMSA (Rat muslimischer Studierender & Akademiker) und der EUJS (European Union of Jewish Students) statt.
Das Café Abraham möchte seinen Beitrag an den internationalen und lokalen interreligiösen Diskussionen leisten, die eigenen Erfahrungen und Ressourcen einbringen und gemeinsam mit dem RAMSA und den ihm angeschlossenen muslimischen Hochschulgemeinden (MHGs) ein auf universitärer Ebene bundesweit flächendeckendes Projekt starten.

## Inhalte und Zielsetzung
Hauptziel ist der interreligiöse Kontakt und gesittete Diskussionen. Es nehmen vor allem Muslime, Juden und Christen an den Gesprächen teil, jedoch sind Angehörige anderer Konfessionen sowie Konfessionslose auch willkommen. Hier besteht die Möglichkeit, Fragen zu stellen und auch kontroverse Diskussionen zu führen. Meinungsfreiheit, Toleranz und ein respektvoller und freundlicher Umgang werden bei einem Besuch im Café Abraham erwünscht. Die von Catherine Cornille beschriebenen möglichen Zielbestimmungen eines interreligiösen Dialogs sollen hierzu als Grundlage dienen.
Auch wenn an den Diskussionsrunden nicht nur Fachleute teilnehmen, ist die Art der Gespräche fachbezogen, da zunächst Texte der jüdischen, christlichen und moslimischen heiligen Schriften in der Originalsprache (Hebräisch, Griechisch und Arabisch) vorgelesen und anschließend ins Deutsche übersetzt werden. Außerdem sollen über die Diskussionsabende hinausgehende Initiativen initiiert werden, wie z. B. bereits stattgefundene Mahnwachen gegen den religiös begründeten Terror. Auch eine Beratungsstelle zur Deradikalisierung soll ins Leben gerufen werden. Darüber hinaus sollen Freundschaften und Zusammenarbeit zwischen den Dialogpartnern gefördert werden mit dem Ziel einer wechselseitigen Transformation und beidseitigen Wachstums.

## Standorte
- Bamberg
- Bielefeld
- Bonn
- Erlangen
- Düsseldorf
- Kaiserslautern
- Köln
- Leipzig
- Hamburg
- Heidelberg
- München
- Wien